# Oncioderes rondoniae
Oncioderes rondoniae är en skalbaggsart som beskrevs av Martins och Maria Helena M. Galileo 1990. Oncioderes rondoniae ingår i släktet Oncioderes och familjen långhorningar. Inga underarter finns listade i Catalogue of Life.